# Новый Быков
Но́вый Бы́ков (укр. Новий Биків) — село Бобровицкого района (с 2020 года Нежинского района) Черниговской области Украины.

## Географическое положение
Находится на левом берегу реки Супой, примерно в 64 км к юго-западу от районного центра — города Нежин.
Средняя высота населённого пункта — 129 м над уровнем моря. Село находится в зоне умеренно континентального климата.

## История
Бывший волостной центр Новобыковской волости Козелецкого уезда Черниговской губернии Российской империи.
В январе 1918 года здесь была установлена Советская власть.
В ходе Великой Отечественной войны в 1941—1943 гг. село было оккупировано немецкими войсками. 2 января 1943 года в соседнем селе Старый Быков гитлеровцы сожгли живыми 63 жителя села (в 1965 году на месте их гибели был установлен памятник). Список жителей Нового Быкова на стелле в центре села, погибших в Великой Отечественной войне, насчитывает 422 человека. Всего в годы войны около 600 жителей села сражались с фашистскими захватчиками на разных фронтах.
В 1964 году село получило статус посёлка городского типа.
По состоянию на начало 1972 года здесь действовали сахарный комбинат, свеклосовхоз (на балансе которого имелось 4359 гектаров сельскохозяйственных земель), средняя школа, две библиотеки, больница на 35 коек, два фельшерско-акушерских пункта и два клуба, и насчитывалось 1042 дома.
В январе 1989 года численность населения составляла 2347 человек
В 1995 году населённый пункт утратил статус посёлка городского типа.
В июле 1995 года Кабинет министров Украины утвердил решение о приватизации находившихся здесь сахарного завода и свеклосовхоза.
В 2006 году население составляло 2024 жителя.
В 2022 году во время российского вторжения на Украину село было оккупировано с 26 февраля по 31 марта. В частности, в селе находились части 297-й зенитно-ракетной бригады Сухопутных войск Российской Федерации. По свидетельствам очевидцев, переживших оккупацию, российскими военнослужащими был совершен ряд военных преступлений в селе: запрет свободно перемещаться по селу, запрет хоронить умерших на кладбище, взятие в плен гражданских лиц, пытки пленных (несколько человек были расстреляны), многочисленные случаи мародерства (грабежи магазинов и населения), разрушение жилья и объектов инфраструктуры в результате поджогов, разрушения тяжелой бронетехникой и обстрелов (были разрушены или повреждены школа, больница, детский сад, автозаправочная станиция), похищение двоих гражданских лиц. Виктория Андруша (одна из двух незаконно захваченных) была освобождена из плена по обмену 29 сентября 2022 года.

## Транспорт
Находится в 28 км от ближайшей ж.-д. станции Кобыжча (на линии Киев — Бахмач).